# Strzelectwo na Letnich Igrzyskach Olimpijskich 1900
Wyniki zawodów strzeleckich podczas Igrzysk Olimpijskich w Paryżu.

## Medaliści
| Konkurencja                                                 | Złoto               | Srebro                                 | Brąz                          |
| Pistolet dowolny, 50 m (szczegóły)                          | Conrad Karl Röderer | Achille Paroche                        | Konrad Stäheli                |
| Pistolet dowolny, 50 m, drużynowo (szczegóły)               | Szwajcaria          | Francja                                | Holandia                      |
| Karabin dowolny stojąc, 300 m (szczegóły)                   | Lars Jørgen Madsen  | Ole Østmo                              | Charles Paumier du Vergier    |
| Karabin dowolny klęcząc, 300 m (szczegóły)                  | Konrad Stäheli      | Emil Kellenberger Anders Peter Nielsen | 2 zawodników zajęło 2 miejsce |
| Karabin dowolny leżąc, 300 m (szczegóły)                    | Achille Paroche     | Anders Peter Nielsen                   | Ole Østmo                     |
| Karabin dowolny, trzy postawy, 300 m (szczegóły)            | Emil Kellenberger   | Anders Peter Nielsen                   | Paul Van Asbroeck Ole Østmo   |
| Karabin dowolny, trzy postawy, 300 m, drużynowo (szczegóły) | Szwajcaria          | Norwegia                               | Francja                       |
| Trap (szczegóły)                                            | Roger de Barbarin   | René Guyot                             | Justinien Clary               |

## Tabela medalowa
| L.p. | Państwo    | Złoty | Srebrny | Brązowy | Suma |
| 1    | Szwajcaria | 5     | 1       | 1       | 7    |
| 2    | Francja    | 2     | 3       | 2       | 7    |
| 3    | Dania      | 1     | 3       | 0       | 4    |
| 4    | Norwegia   | 0     | 2       | 2       | 4    |
| 5    | Belgia     | 0     | 0       | 2       | 3    |
| 6    | Holandia   | 0     | 0       | 1       | 1    |

 Wielka Brytania i  Rumunia także startowały w zawodach, ale nie zdobyły żadnych medali.

## Konkurencje nieolimpijskie
| Konkurencja                               | 1 miejsce                                 | 2 miejsce                      | 3 miejsce                                             |
| Pistolet szybkostrzelny, 25 m (szczegóły) | Maurice Larrouy (58 p.)                   | Léon Moreaux (57 p.)           | Eugène Balme (57 p.)                                  |
| Strzelanie do żywych ptaków               | Léon de Lunden (21 p.)                    | Maurice Faure (20 p.)          | Donald Mackintosh (18 p.) Crittenden Robinson (18 p.) |
| Strzelanie do ruchomego celu              | Louis Debray (20 p.) Pierre Nivet (20 p.) | 2 zawodników zajęło 1. miejsce | Comte de Lambert (19 p.)                              |